# Romeu Pellicciari
Romeu Pellicciari, mais conhecido como Romeu (Jundiaí, 26 de março de 1911 – São Paulo, 15 de julho de 1971), foi um futebolista brasileiro, que atuou como meia. Foi convocado para a Copa do Mundo de 1938, pelo Brasil. É um dos maiores ídolos da história de Fluminense e Palmeiras.

## Carreira
Filho de pais italianos Humberto Pellicciari e Ida Pellicciari, começou sua carreira em times amadores de Jundiaí, sua cidade natal, como o São João Futebol Clube e o Barranco FC. Foi descoberto por Bertolini seu conterrâneo e ex-jogador do Palmeiras, que o tentou levar ao Palmeiras sem sucesso, mas por insistência do técnico palestrino a época Humberto Cabelli, acabou convencendo Romeu e em 1930, foi contratado pelo Palestra Itália (atual Sociedade Esportiva Palmeiras), com quem foi tricampeão paulista em 1932,1933 e 1934, além de ter conquistado o Torneio Rio-São Paulo de 1933.
É reverenciado pela torcida palmeirense até os dias de hoje, pois foi o único jogador a marcar quatro gols num jogo entre Corinthians e Palmeiras, além de ser um dos artilheiros do Derby Paulista com quatorze gols junto com César Maluco. Fez parte da Seleção Paulista bicampeã do Campeonato Brasileiro de Seleções Estaduais de 1933 e 1934, disputando, ao todo, 165 jogos pelo alviverde, marcando 106 gols.

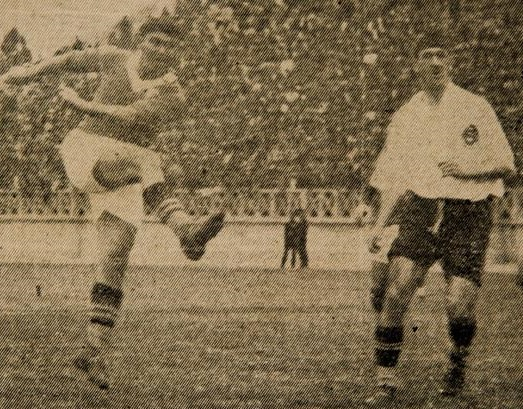
Romeu Pellicciari marca um de seus 4 gols contra o na goleada do por 8 a 0 em 1933

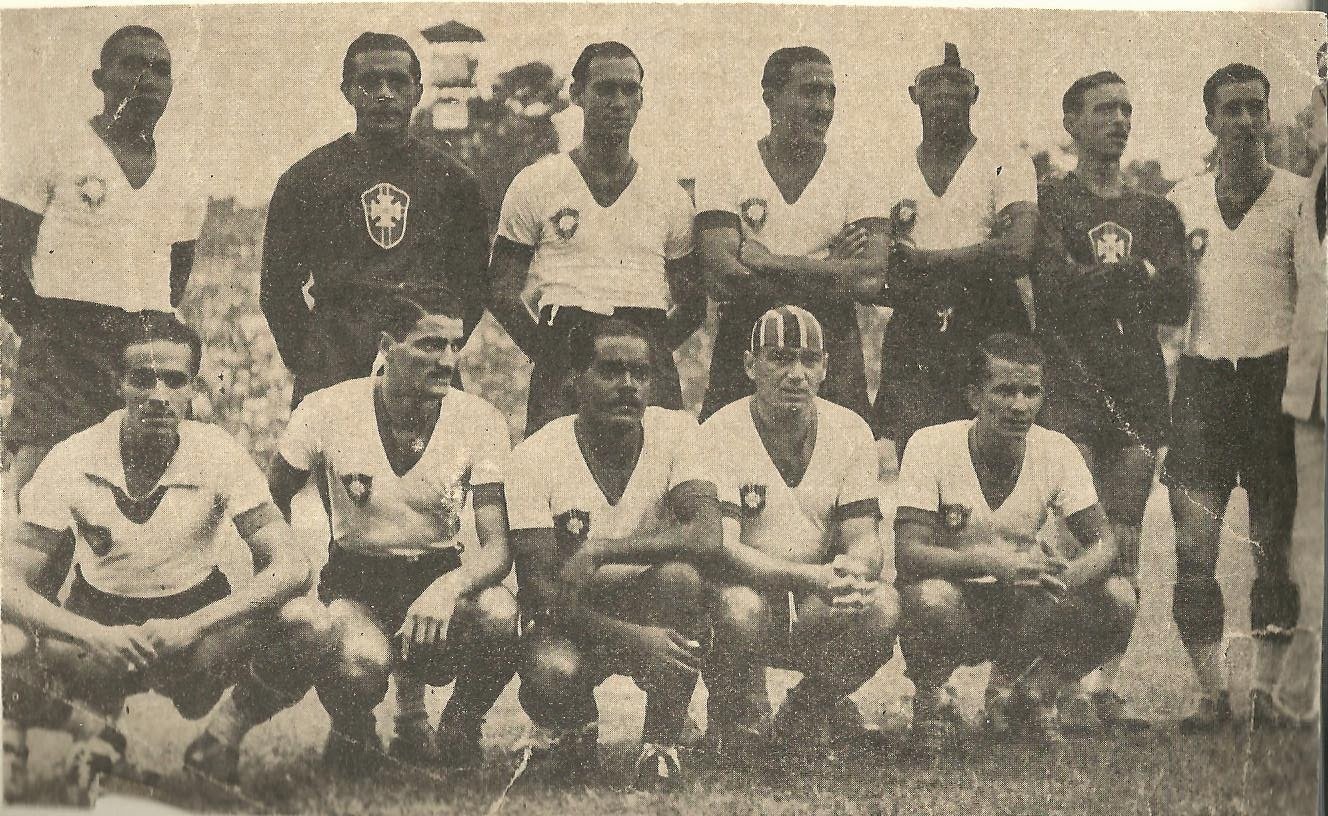
Romeu na Seleção Brasileira em 1940 com touca do.

Seu futebol atraiu o Fluminense, que acabaria por contratar a base da Seleção Paulista para reforçar sua equipe. Gordinho e careca, jogava sempre com objetividade, mas com imenso repertório de dribles inesperados e lançamentos precisos. As suas jogadas mais famosas eram o "passo de ganso", atualmente conhecida como "pedalada", o "faz que vai mas não vai" e principalmente a pisada na bola já invertendo o jogo. No tricolor carioca, jogou 202 partidas e marcou 90 gols.
Tricampeão carioca em 1936, 1937 e 1938, e bicampeão em 1940 e 1941, campeão do Torneio Municipal em 1938, do Torneio Extra de 1941 e do Torneio Início em 1940 e 1941, virou ídolo nacional rapidamente.
Romeu foi convocado para a Seleção Brasileira que disputou a Copa do Mundo de 1938, onde foi o nome do jogo contra a Itália, campeã mundial naquele ano. Ao todo, na competição marcou três gols e distribuiu 4 assistências. Pelo Brasil, ao todo, foram 13 jogos e 3 gols. Sua atuação na Copa de 1938 fez surgirem muitas propostas de clubes europeus, em especial Juventus, Milan e Internazionale. Ele, porém, se manteve fiel ao Fluminense, onde ainda conquistaria 5 títulos, incluindo o bicampeonato carioca de 1940 e 1941.Todos os títulos cariocas que Romeu conquistou pelo Fluminense tiveram o rival Flamengo como vice-campeão. Numa delas, em 1941, Romeu participou de um dos mais icônicos jogos da história do futebol brasileiro: o FlaxFlu da Lagoa.
No início de de 1942, voltou para o Palmeiras, para ficar próximo do pai motivado pelo agravamento de sua saúde e acabou participando de um momento histórico do clube a Arrancada Heroica, sendo novamente campeão paulista naquele ano. No ano seguinte teve uma passagem pelo Comercial de Ribeirão Preto firmando um contrato que o desobrigava de treinar e controlar seu peso, algo que ficou marcada pela sua trajetória, encerrou a carreira em 1947 por dores crônicas nas pernas.

## Títulos
Fluminense
- Campeonato Carioca: 1936, 1937, 1938, 1940 e 1941
- Torneio Municipal: 1938
- Torneio Extra: 1941
- Torneio Início: 1940 e 1941

Palmeiras
- Campeonato Paulista: 1932, 1933, 1934 e 1942
- Torneio Rio-São Paulo: 1933

## Artilharias
- Campeonato Paulista de 1932 (18 gols)
- Campeonato Paulista de 1934 (13 gols)